# 4. San-marinesisches Kabinett
Das 4. san-marinesische Kabinett amtierte vom 23. Oktober 1944 bis zum 10. Februar 1945.
Nachdem mit dem Vormarsch der alliierten Truppen in Italien auch in San Marino wieder politische Normalität einkehrte, wurde das im Oktober 1943 gebildete und mit erweiterten Befugnissen ausgestattete überparteiliche Kabinett aufgelöst und eine neue Regierung gebildet. Am 10. Februar 1944 erklärten die Parlamentarier der Linken, die mehr als die Hälfte der Abgeordneten stellten, ihren Rücktritt. Die Capitani Reggente setzten daraufhin Neuwahlen an und beriefen eine Übergangsregierung ein.

## Liste der Minister
Die san-marinesische Verfassung kennt keinen Regierungschef, im diplomatischen Protokoll nimmt der Außenminister die Rolle des Regierungschefs ein.
Bis 1955 gab es feste Ressortzuweisungen nur in Ausnahmefällen. Nur die Ämter des Segretario per gli Affari Esteri (Außenminister) und Segretario per gli Affari Interni (Innenminister) gibt es bereits seit dem 19. Jahrhundert. Diese gehörten aber bis in die 50er Jahre nicht dem Congresso di Stato (Kabinett) an.
| Ressort     | Minister            | Amtszeit                            |
| ----------- | ------------------- | ----------------------------------- |
| Auswärtiges | Gustavo Babboni     | 23. Oktober 1944 – 10. Februar 1945 |
| Inneres     | Giuseppe Forcellini | 23. Oktober 1944 – 10. Februar 1945 |
|             | Federico Bigi       | 23. Oktober 1944 – 10. Februar 1945 |
|             | Alvaro Casali       | 23. Oktober 1944 – 10. Februar 1945 |
|             | Marino Della Balda  | 23. Oktober 1944 – 10. Februar 1945 |
|             | Giovanni Franciosi  | 23. Oktober 1944 – 10. Februar 1945 |
|             | Giacomino Gini      | 23. Oktober 1944 – 10. Februar 1945 |
|             | Teodoro Lonfernini  | 23. Oktober 1944 – 10. Februar 1945 |
|             | Ferruccio Martelli  | 23. Oktober 1944 – 10. Februar 1945 |
|             | Antonio Morganti    | 23. Oktober 1944 – 10. Februar 1945 |
|             | Moro Morri          | 23. Oktober 1944 – 10. Februar 1945 |
|             | Enea Suzzi Valli    | 23. Oktober 1944 – 10. Februar 1945 |

### Bemerkungen
1. ↑  Segretario di Stato per gli Affari Esteri e Politici (nicht Mitglied des Congresso di Stato)
2. ↑  Segretario di Stato per gli Affari Interni e Finanze (nicht Mitglied des Congresso di Stato)